# مورتن لانج
مورتن لانج (بالدنماركية: Morten Lange) هو أخصائي فطريات وعالم نبات وسياسي دنماركي، ولد في 24 نوفمبر 1919 في أودنسه في الدنمارك، وتوفي بنفس المكان في 10 نوفمبر 2003. نشط حزبياً في الحزب الشيوعي في الدنمارك ‏. وقد انتخب عضو فولكتنغ ‏.